# Catharanthus pusillus
Dừa cạn Ấn Độ (danh pháp hai phần: Catharanthus pusillus) là một loài thực vật có hoa trong họ La bố ma. Loài này được (Murray) G.Don mô tả khoa học đầu tiên năm 1837.

## Hình ảnh

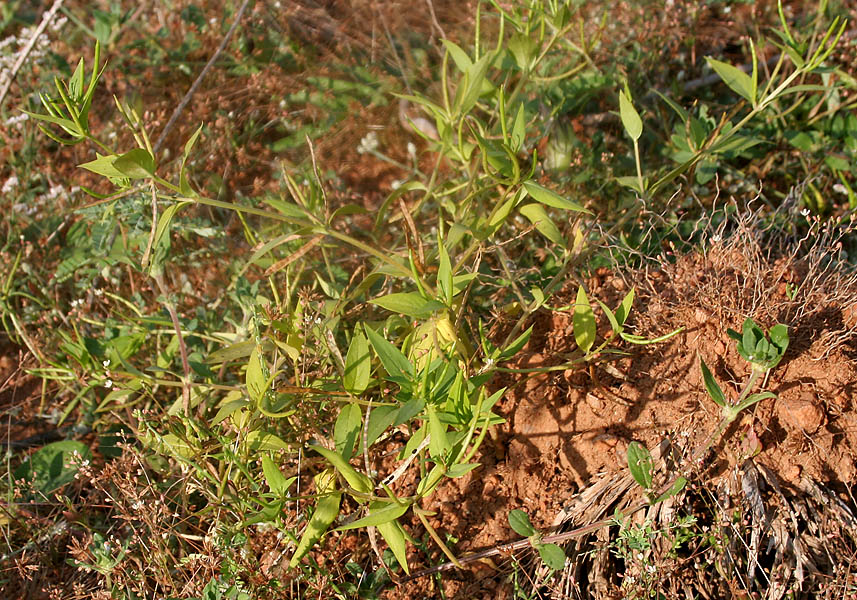
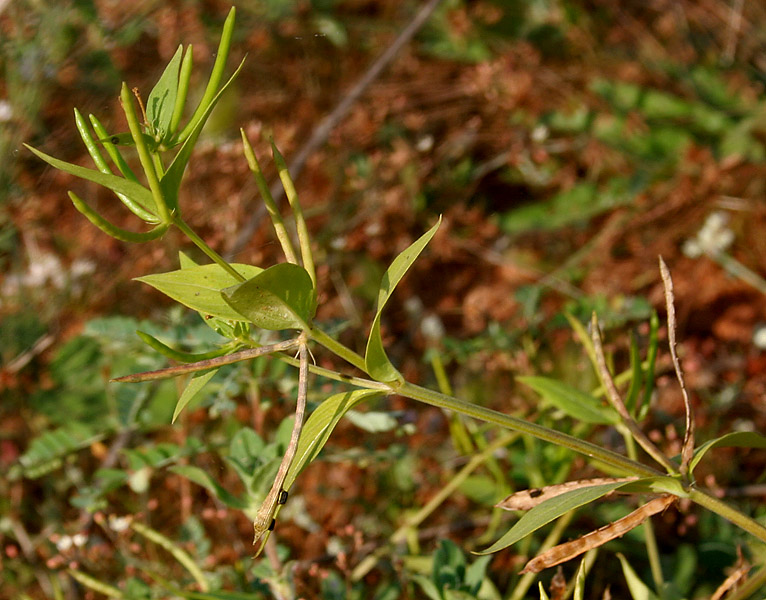
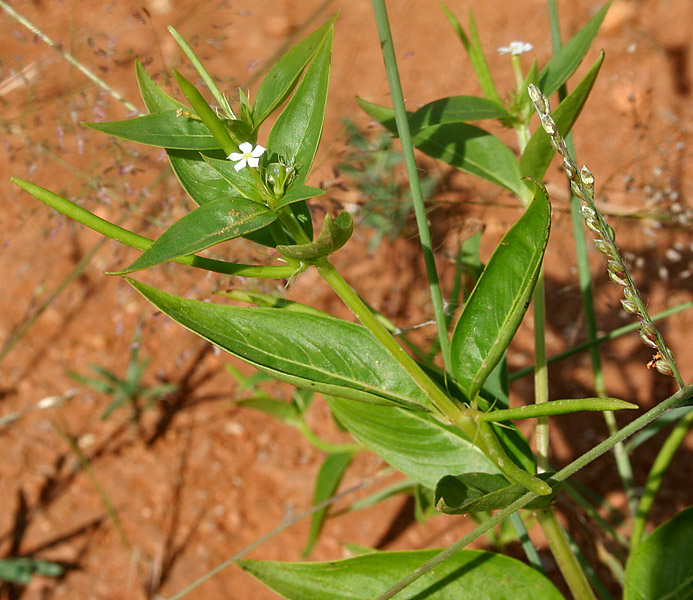
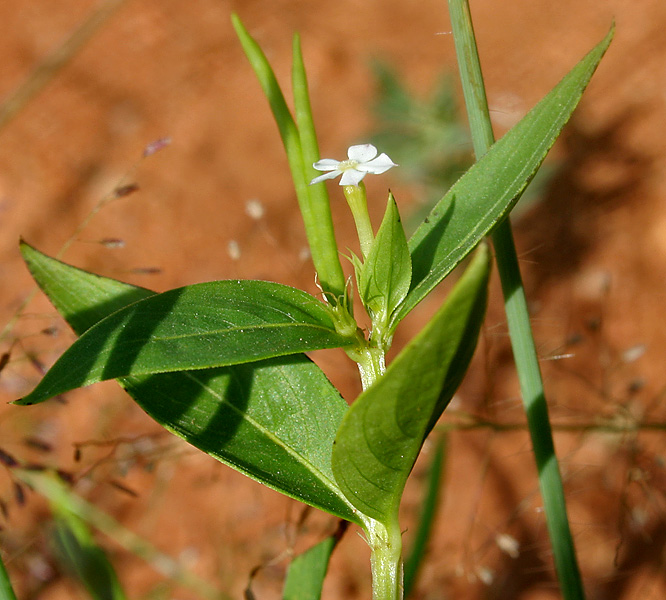